# Sanot vaan
Sanot vaan è un singolo della cantante finlandese Nika, pubblicato il 3 ottobre 2007 su etichetta discografica Poko Records come primo estratto dall'album Lauluni mun.

## Tracce
1. Sanot vaan – 3:39

## Classifiche
| Classifica (2007) | Posizione massima |
| ----------------- | ----------------- |
| Finlandia         | 7                 |